# Eo biển Bass

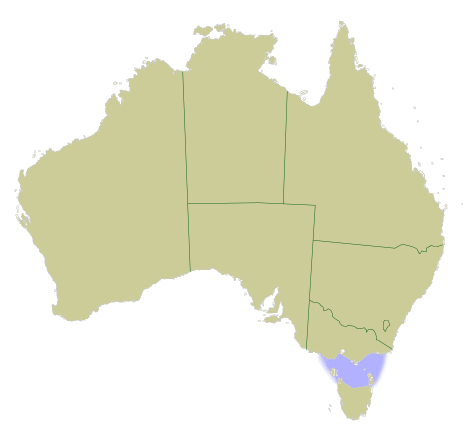
Vị trí eo biển Bass được tô màu lam nhạt

Eo biển Bass là một eo biển chia cách Tasmania với phía nam của Úc thuộc địa phận bang Victoria.
Nơi hẹp nhất của eo biển khoảng 240 km và thường sâu khoảng 50 m, bao gồm nhiều hòn đảo, trong đó đảo King và đảo Flinders có người định cư.

## Giao thông
Cách nhanh nhất và rẻ nhất để qua lại eo biển Bass là bằng máy bay. Các hãnh hoạt động là Jetstar Airways và Virgin Australia; Qantas và Tiger Airways Australia cũng cung cấp dịch vụ này. Các sân bay chính ở Tasmania như sân bay quốc tế Hobart và sân bay Launceston; các sân bay nhỏ hơn ở phía bắc của bang và trên các đảo trong eo biển được vận hành bởi hoặc Regional Express Airlines, QantasLink hoặc King Island Airlines.
Tuyến đường biển nội địa phục vụ hành khác giữa hai bờ là phà. Các chuyến phà hoạt động hàng ngày theo hai chiều giữa Devonport và Station Pier ở Melbourne, cũng có các chuyến tăng cường đi qua đêm vào thời gian cao điểm của mùa hè.